# Oh, Ramona!
Oh, Ramona! è un film del 2019 diretto da Cristina Jacob.

## Trama
Andrei, un sedicenne disagiato e dalla bassa autostima, durante una festa rimorchia la bella Ramona, compagna di liceo nonché ragazza di cui è innamorato da tanti anni. Nonostante le imbarazzanti avances, Ramona dà al ragazzo la possibilità di "concludere" qualcosa in camera da letto, ma qui Andrei la rifiuta perché con lei vorrebbe una storia seria. Ramona esce dalla camera infuriata e, dopo pochi giorni, si fidanza con Silviu, un loro compagno di classe. Stufo di averli sempre tra i piedi mentre si baciano, Andrei litiga con Silviu, affermando che Ramona si sia fidanzata con lui solo per farlo ingelosire, colpa il rifiuto di qualche sera prima. Dopo essersi preso un cazzotto, la madre di Andrei, vedendolo pensieroso, decide di portarlo per un weekend al mare. Qui Andrei si innamora all'istante della bella receptionist dell'hotel Anemona; nonostante tutto riesce a rimediarci un appuntamento la sera stessa in riva al mare ed i due concludono la notte in camera da letto avendo un rapporto sessuale.
All'indomani Andrei, dopo aver rifiutato delle chiamate ricevute da Ramona, decide di fare colpo definitivamente su Anemona, ma quest'ultima gli comunica che è appena stata licenziata e se ne dovrà andare perché vista uscire dalla camera dell'hotel in cui lavora di notte. Sempre più affranto, Andrei risponde al telefono a Ramona che le dice di aver appena scaricato Silviu perché la maltrattava fisicamente; Andrei si reca da lei, ma i due discutono e, ancora una volta, riesce ad avere la meglio Ramona, che minaccia il povero amico. Andrei, comunque, riesce a rintracciare il numero telefonico di Anemona e combinano un weekend al mare assieme, alloggiando dalla stessa; i due si divertono ballando ad una festa e finiscono per fare sesso nei bagni del locale. Una volta in camera, i due discutono perché Andrei vorrebbe fidanzarsi con lei, ma quest'ultima glielo nega in quanto già fidanzata con Tudor, un ragazzo più grande di lei conosciuto tanti anni prima. Tornato a casa nuovamente col morale a terra, a scuola iniziano a circolare voci (messe in giro da Ramona) sulla sua presunta omosessualità, cosa che coinvolge anche il suo migliore amico Alin, che mantiene un po' le distanze. Andrei decide che è il momento di cambiare radicalmente look e stile di vita.
Vestitosi elegante e cambiato taglio di capelli, entra in un bar dove è presente Ramona, che ne rimane colpita immediatamente; Andrei riesce a combinare un'uscita con lei. Una sera Andrei porta Ramona in cima ad un campanile dal quale si scorge una vista mozzafiato; i due si parlano e decidono di andare a casa di lei. Qui Andrei provoca sensualmente Ramona che ormai è decisamente cotta, ma sul più bello il giovane decide di fermarsi, facendosi desiderare. La mattina seguente Ramona gli confessa che mai nessuno aveva dimostrato così tanto interesse nei suoi confronti e decide di fidanzarsi con Andrei. Le cose tra i due vanno alla grande, tant'è che Andrei escogita un piano per mettere in ridicolo davanti a tutta la scuola l'arrogante Silviu, ma un pomeriggio si rifà viva Anemona, che è venuta a trovare Andrei; quest'ultimo accoglie Anemona in casa sua ed i due passano una sera romantica in camera da letto, ma a notte inoltrata si presenta sotto casa Ramona che vuole scusarsi col fidanzato per essersi arrabbiata in precedenza per averla lasciata sola al parco per essere andato a prendere Anemona alla stazione. Andrei, comunque, capisce che la ragazza di cui è innamorato realmente è su in camera sua che sta dormendo e decide di lasciare Ramona, che si arrabbia.
Sono passati alcuni anni ed Andrei è ormai un famoso scrittore di romanzi che si è trasferito a Bucarest con Anemona. Una sera va in un locale con il suo migliore amico e ritrova Ramona, che gli confessa di non averlo mai dimenticato. Andrei decide di andarsene, ma Ramona si fa perdonare rassicurando l'amico dicendogli che si sta per sposare con un ragazzo molto ricco. Ramona gli dà un passaggio a casa, ma vedendo i continui messaggi amorosi che Andrei continua a scambiarsi con Anemona, impazzisce e rischia di schiantarsi contro le altre vetture in strada. Una volta fermi, Ramona confessa ad Andrei che non è felice col suo nuovo ragazzo e che i soldi, i viaggi ed i regali non colmeranno mai il vuoto lasciato dai sentimenti; inoltre continua dicendo che a volte si immagina di come potesse essere stato bello se lo avesse capito subito. Scoppiata in lacrime, però, Ramona fa del sesso orale ad Andrei; quest'ultimo, pentito, va a casa di Alin per chiedere consigli e passare la notte. Al risveglio, Andrei torna a casa, ma non trova Anemona; trova invece un messaggio con cui la stessa le dice di essersene andata. Poco dopo, Andrei riceve un messaggio da un numero anonimo che cita: "Finalmente te l'ho fatta pagare, sono riuscita a rovinarti la vita". Andrei capisce che si tratta di Ramona e scoppia in lacrime.

## Distribuzione
Il film è stato distribuito in Romania dal 14 febbraio 2019 e nel resto del mondo dal 1º giugno seguente sulla piattaforma di streaming online Netflix.

## Accoglienza

### Incassi
Il film, che è stato proiettato cinematograficamente solo in Romania, ha incassato 1,2 milioni di dollari.